# ارخثيون
أرخثيون هو معبد يوناني شيد فوق تل الأكروبول بجانب معبد البارثينون، و هو معبد فريد جميل يتميز بأعمدته المنحوتة على هيئة سيدات رشيقات.